# 第45独立砲兵旅団 (ウクライナ陸軍)
ミュロン・タルナフスキー名称第45独立砲兵旅団（だい45どくりつほうへいりょだん、ウクライナ語: 45 окрема артилерійська бригада імені генерала Мирона Тарнавського）は、ウクライナ陸軍の旅団。第11軍団隷下。
部隊名には、「ミュロン・タルナフスキー」の名称が冠されている。

## 概要

### ドンバス戦争
2016年8月1日、ドンバス戦争の影響に伴い、予備軍団（予備役）の砲兵部隊として、リヴィウ州で創設された。

### ロシアのウクライナ侵攻
2022年2月24日から、ロシアのウクライナ侵攻では、旅団司令部が徴集兵を含む52人の軍人で維持されていたため、兵員の9割を動員兵で充足して3日で再編された。侵攻前は砲兵とは無関係の民間人新兵が多かったが、祖国防衛で士気は高く3月上旬には第57榴弾砲大隊、第62榴弾砲大隊、第87対戦車砲大隊が北部キーウ州キーウ、第64榴弾砲大隊が中部ドニプロペトロウシク州クルィヴィーイ・リーフに実戦配備され、友軍を火力支援した。

#### 南部・ザポリージャ戦線
2022年3月中旬、旅団司令部、第59榴弾砲大隊、第411独立小銃大隊が南部ザポリージャ州ザポリージャに配備された。
2022年5月、第411独立小銃大隊が南部ザポリージャ州ポロヒー地区フリャイポレに配備されている。

#### 北東部・ハルキウ戦線
2022年8月から、第62榴弾砲大隊が北東部ハルキウ州に再配置され、2022年ウクライナの東部反攻に火力支援で参加し、ハルキウ州の大部分を解放した。

#### 東部・バフムート戦線
2023年1月、東部ドネツィク州バフムート地区に再配置され、ソレダルの友軍を火力支援した。

#### 東部・スヴァトヴェ-クレミンナ戦線
2024年3月、東部ルハーンシク州セヴェロドネツィク地区に再配置され、クレミンナの友軍を火力支援している。

## ギャラリー

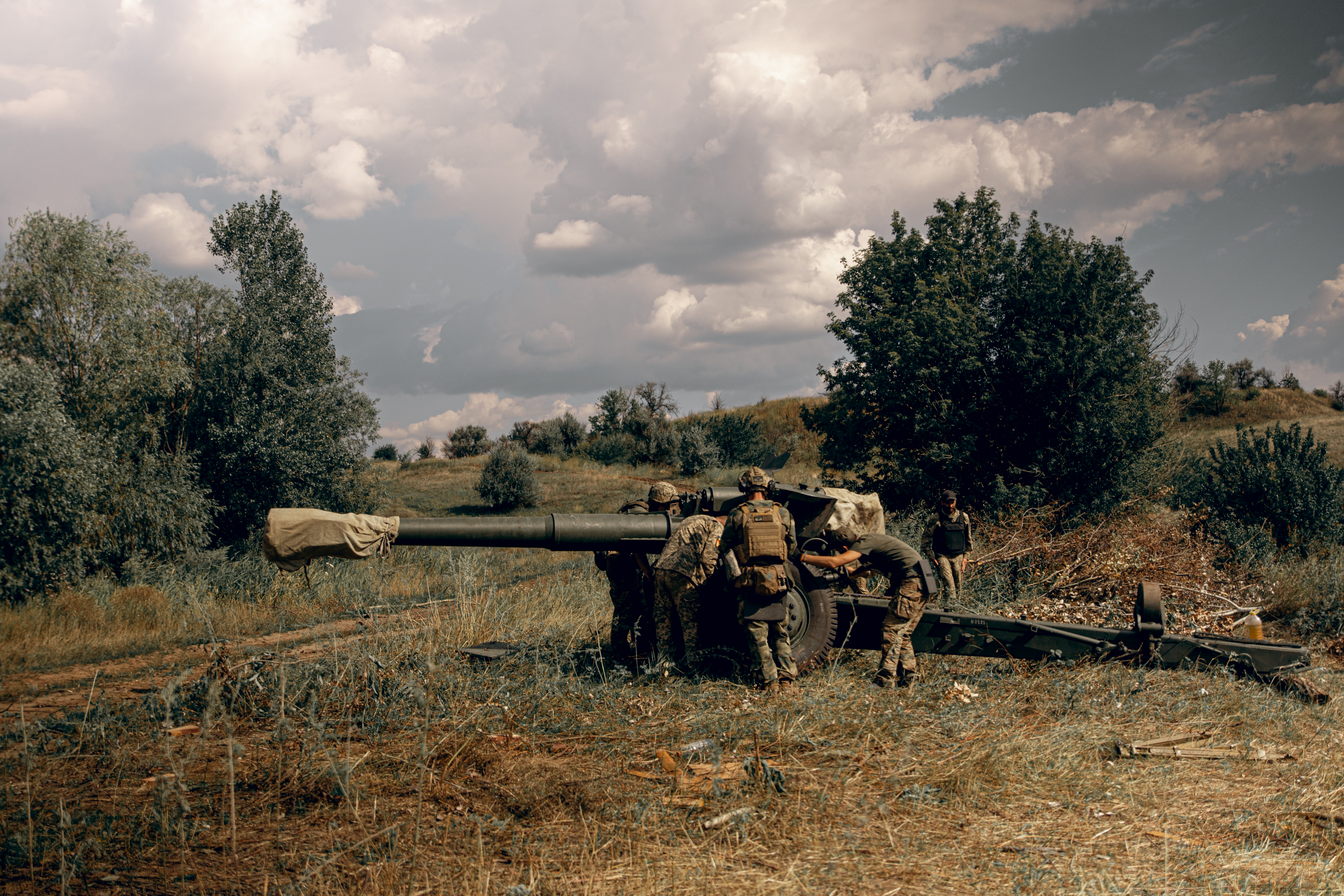
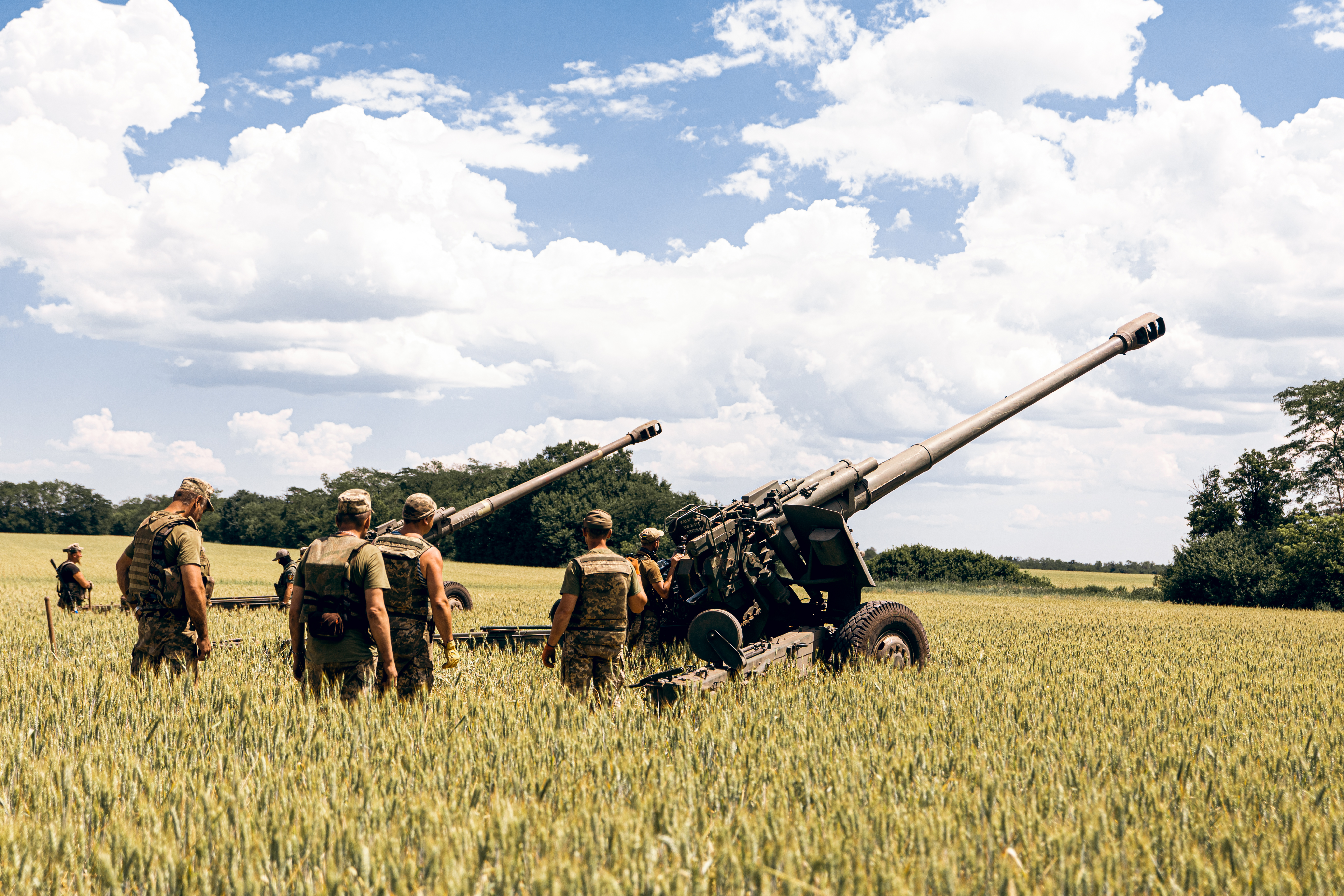
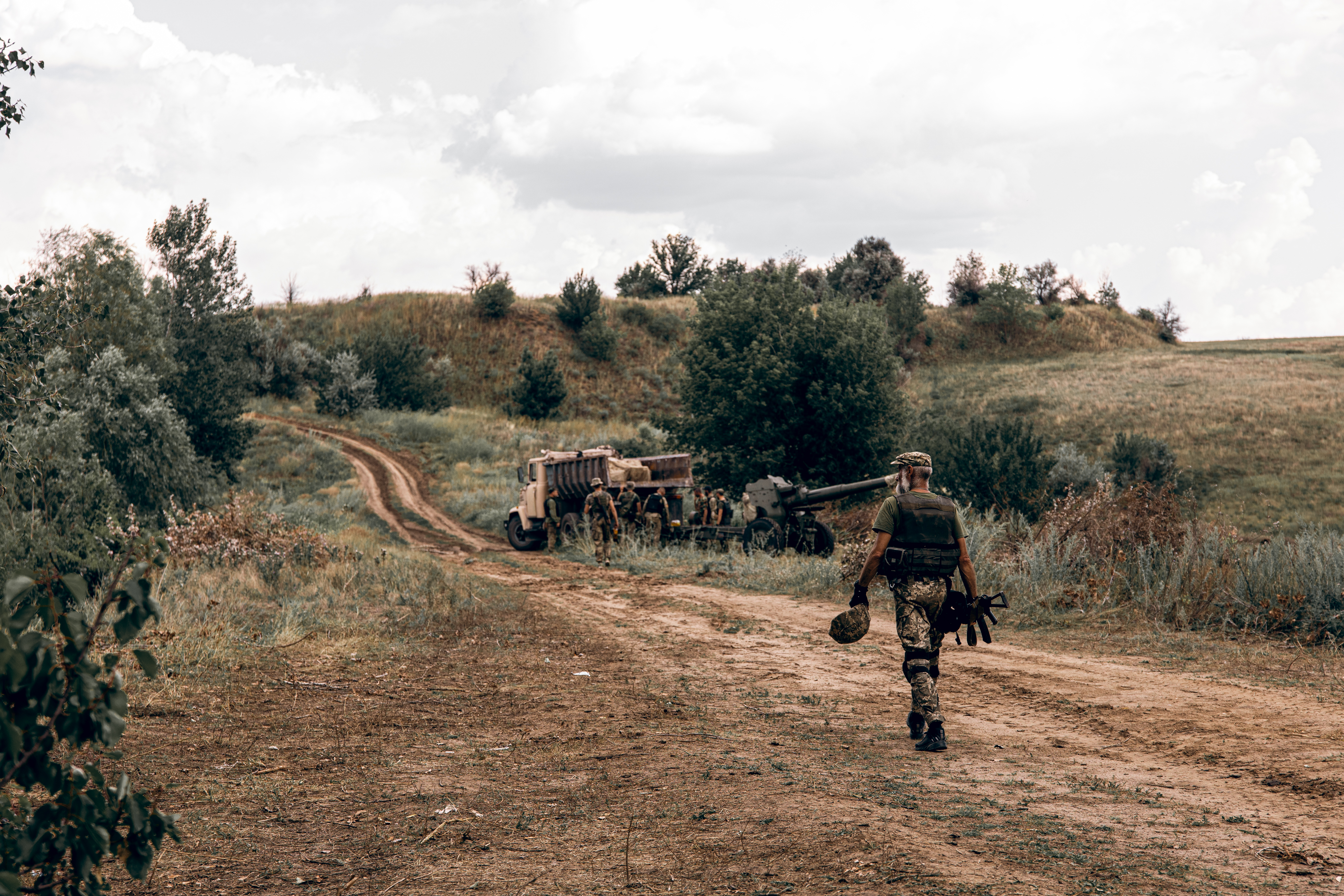
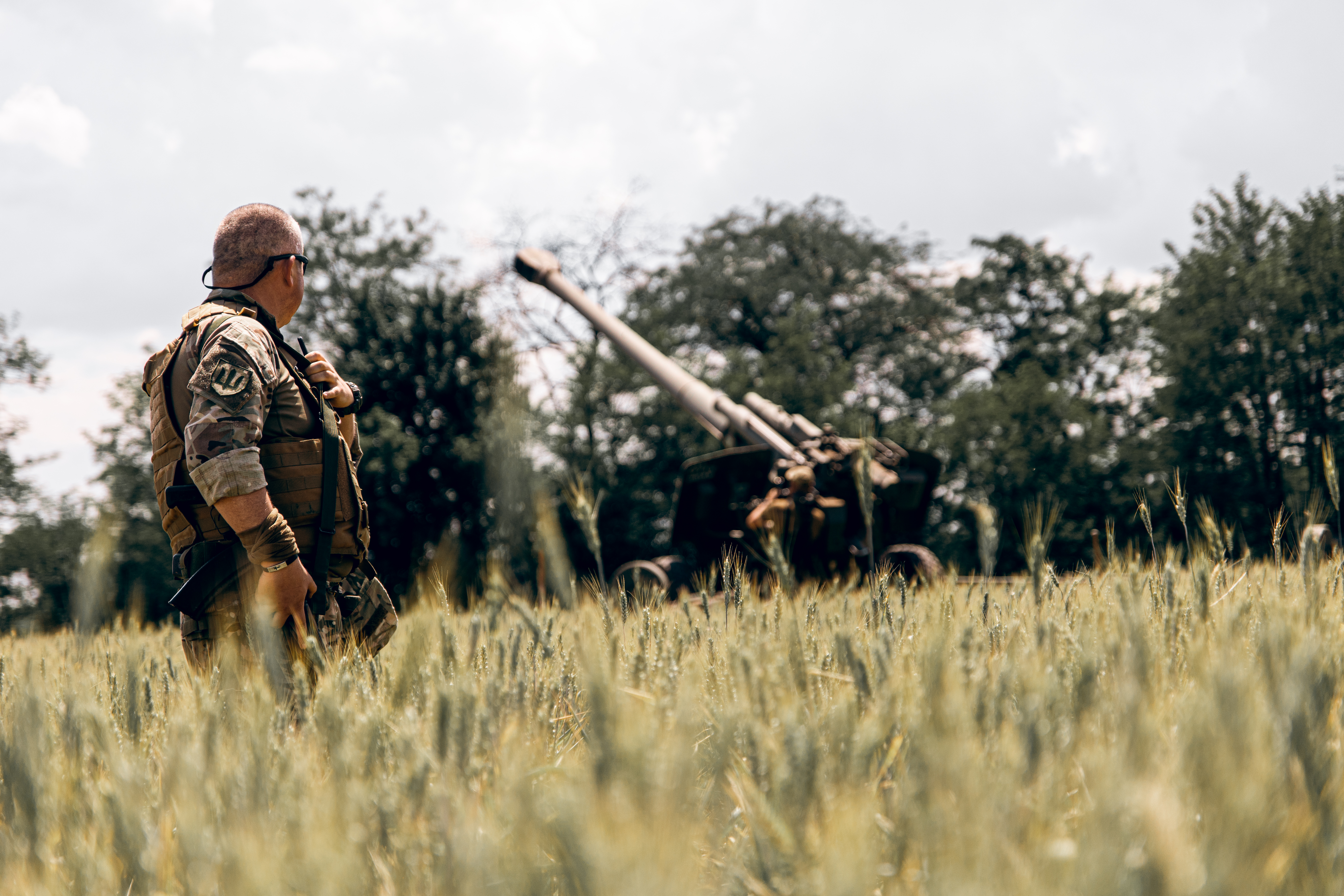

## 編制
- 旅団司令部（ヤーヴォリウ）
- 第57榴弾砲大隊
- 第59榴弾砲大隊
- 第62榴弾砲大隊
- 第64榴弾砲大隊
- 第87対戦車砲大隊
- 砲兵偵察大隊
- 第411独立小銃大隊
- 工兵中隊
- 整備中隊
- 補給中隊
- 化学防護小隊